# Бал (обалски ракетни комплекс)
Бал (рус. Бал; индекс ГРАУ: 3К60; по кодификацији НАТО: SSC-6 «Sennight» (рус. «неделя»)) — обалски ракетни комплекс са противбродском ракетом X-35. ГСИ завршен је 2004. године. Уведен је у наоружање ВС РФ 2008. године.

## Намена
Систем је конструисан ради контроле територијалних вода и тешко приступачних зона; заштите војно-поморских база, других обалских објеката и приобалне инфраструктуре; обалске заштите из десантних праваца.

## Модификације
- Бал — варијанта борбеног комплекса која је уведена у наоружање руске војске 2008. године.
- Бал-Э — извозна варијанта.

## Опис
ОБК “Бал” је мобилни систем (на бази шасије МЗКТ-7930) који укључује:
- самоходни командни пункт управљања и везе (СКПУВ) — до 2 јединице.
- лансирне системе (ЛС) — до 4 јединице, носач противбродских ракета (НПР) типа Х-35/Х-35Э и Х-35У/Х-35УЭ и транспортно-лансирне контејнере (ТЛК).
  - На типичним варијантама лансирних система налази се 8 транспортно-лансирних контејнера.
- Транспортно-утоварна машина (ТУМ), која може да изврши поновно пуњење 4 транспортно-лансирних контејнера одједном.

## Тактичко-техничке карактеристике
- Домет при гађању: 120 km са ракетом Х-35 и са ракетом Х-35У 260 km[3].
- Удаљеност од стартне позиције на обали: 10 km.
- Број пројектила на сваком лансирном систему и транспортно-утоварној машини:до 8.
- Интервал лансирања ракета за време плотуна: не више од 3 секунде по ракети.
- Максимална брзина:
  - на аутопуту: 60 km/h.
  - на земљаном путу: 60 km/h.
- Стартна маса ракете: 620 kg
- Укупни бојеви комплет муниције: до 64.
- Досег возила (без сипања горива): не мање од 850 km/h.

## У наоружању
- Русија

Укупно 24 ПУ 3К60 од јануара 2016 године.
- 11-ста бригада БРАВ ЧФ (Уташ) — 4 лансирна система
- 15-ста бригада БРАВ ЧФ (Севастопољ) — 4 лансирна система
- 72-ста бригада БРАВ ЧФ (Смољаниново) — 4 лансирна система
- у новембру 2016. године један дивизион распоређен је на острву Кунашир[5]
- Вијетнам 2010.[6];
- Венецуела — постављена 2 комплекса (8 ЛС) “Бал-Э”[7].

## Обалски противбродски ракетни комплекс “Бал-Э” на МВМС
|  |  |  |  |